# Gerard Yepes
Gerard Yepes Laut (Barcellona, 25 agosto 2002) è un calciatore spagnolo, centrocampista dell'Empoli.

## Caratteristiche tecniche
Mediano abile nell'impostazione del gioco, dinamico e bravo tecnicamente, per le sue caratteristiche è stato paragonato a Lucas Torreira e Albin Ekdal.

## Carriera
Cresciuto nei settori giovanili di Espanyol e Sant Andreu, nel 2018 si trasferisce alla Sampdoria. Esordisce in prima squadra il 22 dicembre 2021, nella partita di Serie A pareggiata per 1-1 contro la Roma; il 5 luglio 2022 rinnova con i blucerchiati fino al 2025. 
Il 18 Dicembre 2024 trova il suo primo gol tra i professionisti con la maglia della Sampdoria contro la Roma agli ottavi finali di Coppa Italia, per il momentaneo 3-1.
L'8 agosto 2025 si trasferisce all'Empoli.

## Statistiche

### Presenze e reti nei club
Statistiche aggiornate al 22 giugno 2025.
| Stagione         | Squadra          | Campionato       | Campionato | Campionato | Coppe nazionali | Coppe nazionali | Coppe nazionali | Coppe continentali | Coppe continentali | Coppe continentali | Altre coppe | Altre coppe | Altre coppe | Totale | Totale |
| Stagione         | Squadra          | Comp             | Pres       | Reti       | Comp            | Pres            | Reti            | Comp               | Pres               | Reti               | Comp        | Pres        | Reti        | Pres   | Reti   |
| ---------------- | ---------------- | ---------------- | ---------- | ---------- | --------------- | --------------- | --------------- | ------------------ | ------------------ | ------------------ | ----------- | ----------- | ----------- | ------ | ------ |
| 2021-2022        | Sampdoria        | A                | 4          | 0          | CI              | 0               | 0               | -                  | -                  | -                  | -           | -           | -           | 4      | 0      |
| 2022-2023        | Sampdoria        | A                | 5          | 0          | CI              | 3               | 0               | -                  | -                  | -                  | -           | -           | -           | 8      | 0      |
| 2023-2024        | Sampdoria        | B                | 34+1       | 0          | CI              | 1               | 0               | -                  | -                  | -                  | -           | -           | -           | 36     | 0      |
| 2024-2025        | Sampdoria        | B                | 25+2       | 0          | CI              | 2               | 1               | -                  | -                  | -                  | -           | -           | -           | 29     | 1      |
| Totale Sampdoria | Totale Sampdoria | Totale Sampdoria | 68+3       | 0          |                 | 6               | 1               |                    | -                  | -                  |             | -           | -           | 77     | 1      |
| 2025-2026        | Empoli           | B                | -          | -          | CI              | -               | -               | -                  | -                  | -                  | -           | -           | -           | -      | -      |
| Totale carriera  | Totale carriera  | Totale carriera  | 71         | 0          |                 | 6               | 1               |                    | -                  | -                  |             | -           | -           | 77     | 1      |